# Cirrholovenia tetranema
Cirrholovenia tetranema is een hydroïdpoliep uit de familie Lovenellidae. De poliep komt uit het geslacht Cirrholovenia. Cirrholovenia tetranema werd in 1959 voor het eerst wetenschappelijk beschreven door Kramp. 